# Olodum
Olodum jest afrobrazylijskim blokiem karnawałowym i zespołem muzycznym z miasta Salvador w stanie Bahia w Brazylii. Reprezentuje gatunek muzyczny samba-reggae. Został założony 25 kwietnia 1979 roku dla mieszkańców dzielnicy Maciel-Pelourinho, którzy tym samym zyskali możliwość wzięcia udziału w zorganizowanej formie karnawału. Olodum przekształcił się w organizację pozarządową (NGO), która angażuje się w rozpowszechnianie kultury afrobrazylijskiej, zwalczanie dyskryminacji rasowej, obronę praw mniejszości w stanie Bahia oraz w całej Brazylii. Ma swoją siedzibę w centrum historycznym Salvadoru i tam odbywa się większość jego występów. Prowadzi kilka projektów społecznych, takich jak szkoła czy teatr Olodum.

## Banda Olodum (zespół Olodum)
Olodum powstał w 1979 roku w Salvadorze początkowo jako blok karnawałowy dla mieszkańców biednej dzielnicy Maciel-Pelourinho jednak już od pierwszego karnawału, w którym zespół wziął udział w 1980 roku, zyskał dużą popularność - wówczas przyłączyło się do niego prawie 2 tysiące nowych członków. Od początku tematyka, którą zajmował się blok dotyczyła kultury afrobrazylijskiej. W 1987 roku blok przekształcił się w zespół muzyczny, nagrywając swoją pierwszą płytę zatytułowaną Égito Madagascar, która nawiązywała do kultury afrykańskiej oraz afrykańskich korzeni członków zespołu. Największym hitem z tej płyty był utwór Faraó, Divindade do Egito (Faraon, bóstwo Egiptu).
Po nagraniu pierwszej płyty, zespół Olodum zyskał wielką popularność w Brazylii. Pierwszym wielkim sukcesem był występ razem z brazylijską piosenkarką Simone na placu Pelourinho w Salvadorze w 1988 roku, podczas którego nagrano klip Me ama mô z udziałem innego muzyka brazylijskiego, Neguinho do Samba. W 1990 roku Olodum wystąpił razem z Paulem Simonem na płycie The Rhythm Of The Saints. Paul Simon tak wspomina, w jaki sposób narodził się pomysł zaproszenia Olodum do prac nad płytą:

Pewnego dnia przejeżdżaliśmy przez starą część miasta Salvador da Bahia i usłyszeliśmy niewiarygodne dźwięki bębnów, dobiegające z placu Pelourinho. To była próba zespołu Olodum i Mazzola (perkusista Simone) zapytał, czy możemy ich nagrać. Tak powstała piosenka The Obvious Child.

Jednak największym sukcesem zespołu, dzięki któremu stał się rozpoznawany na całym świecie, było nagranie piosenki They don’t care about us z Michaelem Jacksonem w 1996 roku. Klip nagrano na placu Pelourinho, a Jacksonowi towarzyszyło 200 członków zespołu Olodum.
Po tym występie Olodum nagrywał również z innymi brazylijskimi i światowymi muzykami, takimi jak Wayne Shorter, Jimmy Cliff, Alpha Blond, Herbie Hancock i Caetano Veloso. W tym samym roku (1996) nagrali album Roots wraz z zespołem Sepultura. W 2013 roku wystąpili podczas koncertu Rock in Rio razem z nowozelandzką wokalistką Kimbra.
Podczas ceremonii otwarcia Mistrzostw Świata w Piłce Nożnej, które miały miejsce w Brazylii w 2014 roku, Olodum zaprezentował oficjalny hymn mistrzostw We are one, razem z Pitbullem i Jennifer Lopez.
W 2017 roku zespół Olodum powrócił na karnawał z motywem dotyczącym starożytnego Egiptu. Tytuł ich przemarszu to O Sol Akhenaton: Os caminhos da luz (Słońce Echnaton: droga światła).
Zespół Olodum wystąpił dotychczas razem z następującymi artystami:
Michael Jackson, Linton Kesey Johnson, Paul Simon, Julian Marley, Gal Costa, Caetano Veloso, Xuxa, Ivete Sangalo, Cidade Negra, Tim Maia, Jorge Ben, Elba Ramalho, Daniela Mercury, Carlinhos Brown.
Grupa koncertowała w wielu krajach świata: Francja, Stany Zjednoczone, Belgia, Holandia, Niemcy, Włochy, Szwajcaria, Szkocja, Norwegia, Dania, Wielka Brytania, Argentyna, Hiszpania, Słowenia, Kanada, Japonia, Chile, Kuba, Angola, Senegal, Benin, Portugalia, Irlandia, Irlandia Północna, Turcja, Izrael, Finlandia, Meksyk, Wenezuela, Australia, Gujana Francuska, Korea Południowa, Urugwaj.  

## Teatr Olodum

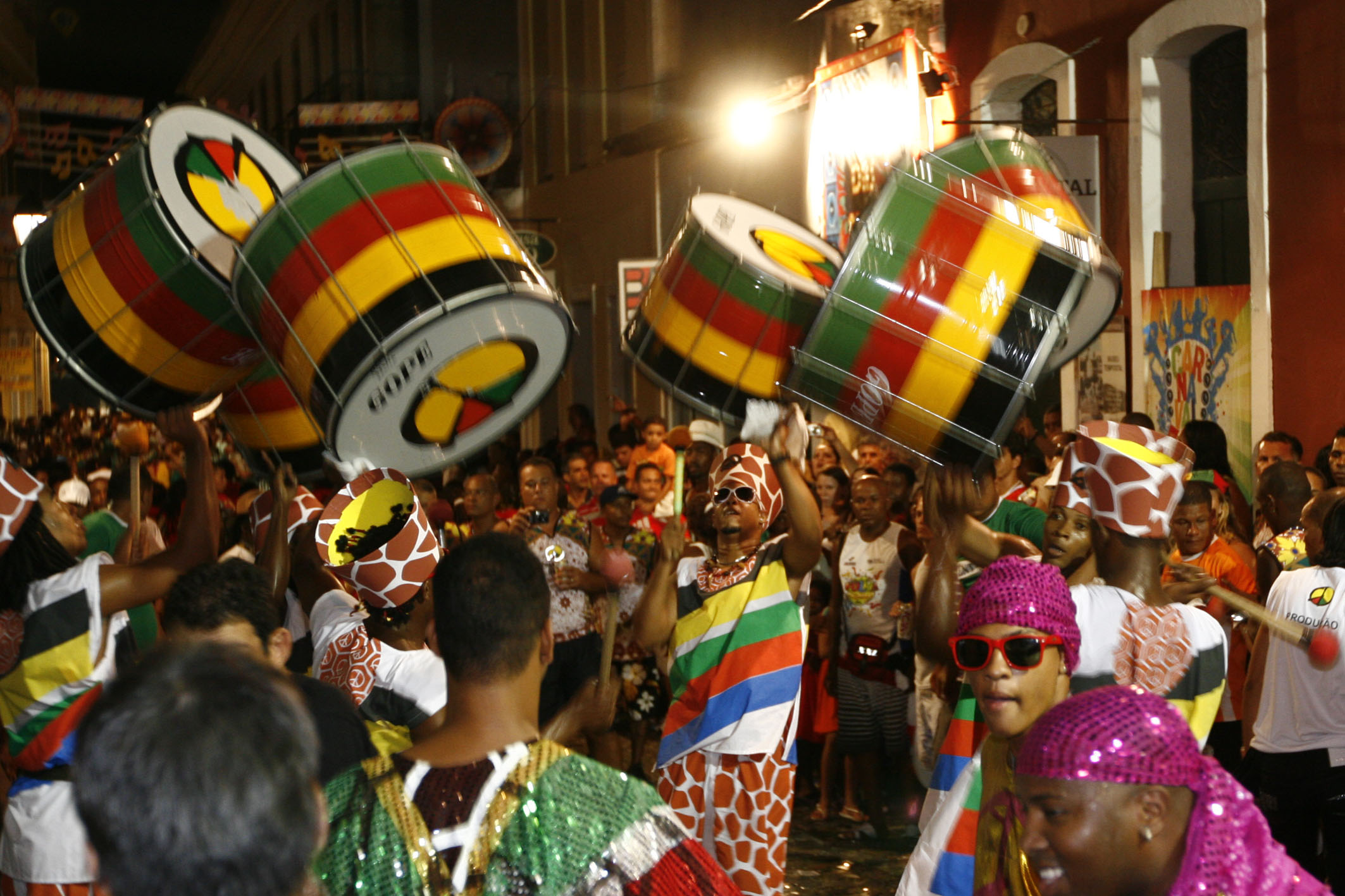
Olodum w 2010 roku

Teatr Olodum został założony 17 października 1990 roku w Salvadorze dzięki współpracy reżysera Marcio Meirellesa i Grupy Kulturalnej Olodum. Grupa zastrzegła sobie prawo do wyboru sztuk do repertuaru i ingerowanie w treść. W pierwszych latach działalności pojawiały się zarzuty, że czarni aktorzy nie są profesjonalistami i przedstawiają przede wszystkim historie oparte na własnych doświadczeniach, jednak pomimo krytyki teatr działał na ustalonych początkowo zasadach, a głównym celem jego działalności była walka z rasizmem.
Premierową sztukę, komedię pt. Essa É Nossa Praia wystawiono 25 stycznia 1991 roku w budynku dawnego Wydziału Medycyny Universidade Federal da Bahia w historycznym centrum Salvadoru. Sztuka była wyreżyserowana przez Marcio Meirellesa oraz francuską reżyserkę Chicę Carelli. Wystąpiło w niej 22 aktorów, reprezentujących przekrój społeczny Salvadoru. W sztuce w humorystyczny sposób poruszono tematy społeczne: nietolerancję religijną, ideologię wybielania i wykluczenie.
Sześć miesięcy po wystawieniu premierowej sztuki, zaprezentowano kolejne przedstawienie pt. Onovomundo, w którym pojawia się temat religii afrobrazylijskiej candomblé, obecnej w stanie Bahia. W 1992 roku powstała sztuka, która okazała się jednym z największych sukcesów teatru: Ó, pai, Ó!, opowiadająca o życiu mieszkańców Pelourinho. W 2007 roku powstał film Monique Gardenberg o tym samym tytule, a w latach 2008 i 2009 sztuka stała się inspiracją dla serialu wyświetlanego w telewizji Globo. Serial był nominowany do nagrody Emmy International.
W 1994 roku teatr wystawił sztukę Bai Bai Pelô, która opowiada o tym, jaki wpływ na życie mieszkańców starej części miasta miał projekt jej rewitalizacji przez władze stanu. W tej sztuce zagrał znany brazylijski aktor Lázaro Ramos, wystąpiła w niej również piosenkarka z Bahia Virginia Rodrigues.
Teatr Olodum upamiętniał również rocznice związane z ważnymi postaciami kultury afrobrazylijskiej. W 1995 roku w sztuce Zumbi wspominał lidera zbiegłych niewolników, poruszając jednocześnie temat życia na peryferiach miasta, w fawelach. W sztuce Xirê/Erê za pomocą tańca opowiedziano historię masakry w kościele Candelária w Rio de Janeiro, które miało miejsce w 1993 roku - ośmiu nieletnich śpiących na schodach kościoła zostało zabitych przez policjantów wojskowych.
W 1997 roku zainaugurowano kabaret Cabaré da Rrrrrraça, zainspirowany magazynem dla czarnych Brazylijczyków pt. Raça Brasil, który ukazywał się w latach 90. Przedstawienie miało formę pokazu mody, połączonego z telewizyjnym talk-show.
W 2002 roku teatr zrealizował sztukę Relato de uma guerra que (não) acabou (Relacja z wojny, która się (nie) wydarzyła), opartej na prawdziwych wydarzeniach z Salvadoru, które miały miejsce podczas strajku policji w lipcu 2001.
Poza tematami społecznymi, teatr Olodum wystawiał także sztuki oparte na dziełach światowych dramaturgów: Opera za Trzy Grosze Bertolda Brechta oraz Sen Nocy Letniej Williama Szekspira. Za tę drugą sztukę teatr Olodum zdobył nagrodę Prêmio Braskem de Teatro w 2006 roku.
Teatr występował na wielu wydarzeniach i festiwalach poza granicami Brazylii: London International Festival of Theatre w Londynie w 1996 r., Estação Cena Lusófona w Portugalii w 2003r., Semana de Teatro w Angoli w 2006 r., Copa da Cultura w Berlinie w 2006 r.
Wydał również dwie książki: Trilogia do Pelô, autorstwa Marcio Meirellesa oraz Bando de Teatro Olodum (1995) i O Teatro do Bando: Negro, Baiano e Popular (2003), dziennikarza Marcosa Uzela.

## Szkoła Olodum

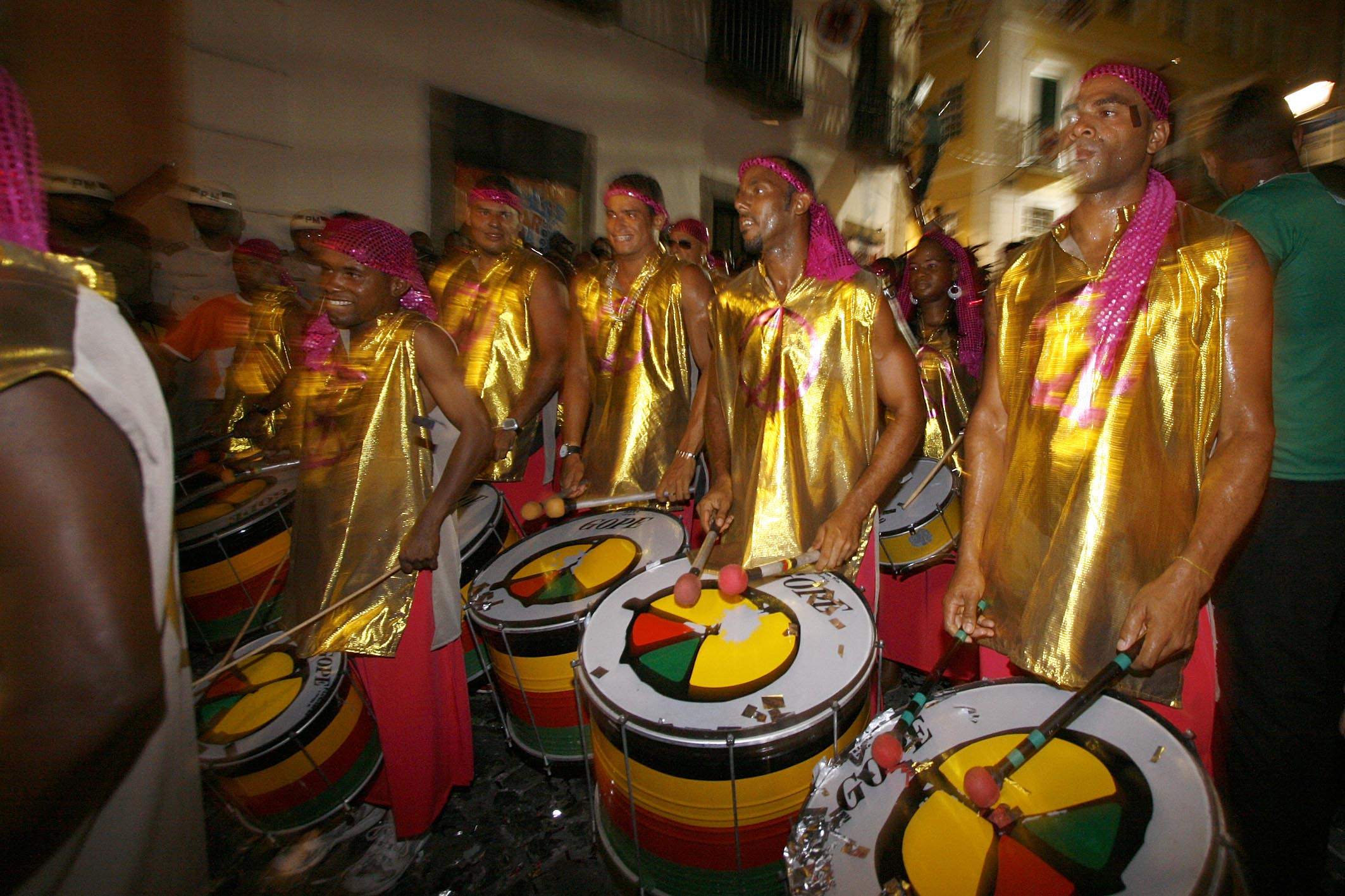
Blok Olodum podczas karnawału 2012

W 1984 roku powstał projekt Projeto Rufar dos Tambores, dzisiaj znany pod nazwą Escola Criativa Olodum (Kreatywna Szkoła Olodum). Celem powstania szkoły była nauka gry na instrumentach dzieci z dzielnicy Maciel - Pelourinho, a także propagowanie kultury afrobrazylijskiej poprzez muzykę.
Dzisiaj szkoła ma 250 uczniów w wieku od 7 do 18 lat, którzy uczą się gry na perkusji, tanców afrobrazylijskich oraz śpiewu. Szkoła cyklicznie prowadzi zapisy nowych uczniów, ogłaszane w prasie. Lekcje są darmowe.
Jednym z projektów Szkoły Olodum jest dziecięcy blok karnawałowy Bloco Olodum Mirim, który każdego roku podczas karnawału w Salvadorze prezentuje interpretację muzyczną, opartą na tematach związanych z kultura afrobrazylijską.

## Dyskografia

### Albumy studyjne
| Rok                      | Album                |
| ------------------------ | -------------------- |
| 1987                     | Egito Madagáscar     |
| 1989                     | Olodum 10 Anos       |
| 1990                     | Da Atlântida à Bahia |
| 1993                     | Movimento            |
| 1994                     | Menino Dourado       |
| 1994                     | Filhos do Sol        |
| 1997 (Pierwsze półrocze) | Da Alta à Bahia      |
| 1997 (Drugie półrocze)   | Liberdade            |
| 2002                     | Olodum Pela Vida     |
| 2005 (Pierwsze półrocze) | Roma Negra           |
| 2005 (Drugie półrocze)   | Olodum Pela Vida 2   |

### Albumy na żywo
| Rok  | Album                              |
| ---- | ---------------------------------- |
| 1997 | Live at the Montreux Jazz Festival |
| 2005 | 25 Anos de Samba Reggae: Ao Vivo   |

### Składanki
| Rok  | Album                                                |
| ---- | ---------------------------------------------------- |
| 1994 | 10 Anos - Do Deserto do Saara ao Nordeste Brasileiro |
| 1999 | Popularidade                                         |
| 2000 | A Música do Olodum - 20 Anos                         |
| 2008 | Nova Série - Olodum                                  |